# Особняк Раціборовського
Особняк Раціборовського — споруда в м. Деражня. Пам'ятка архітектури місцевого значення. На даний момент тут знаходиться Деражнянська центральна районна лікарня.
У грудні 1779 року містечко Деражню та навколишні села придбав банкір Петро Фергюссон Теппер. Наступного року він почав спорудження двоповерхового палацу, а також закладання ландшафтного парку навколо нього. Будівля була накрита гладким двоспадовим дахом. Середню частину фронтону представляв п'ятигранний ризаліт, увінчаний невеличкою вежею. Через парк протікала річка.

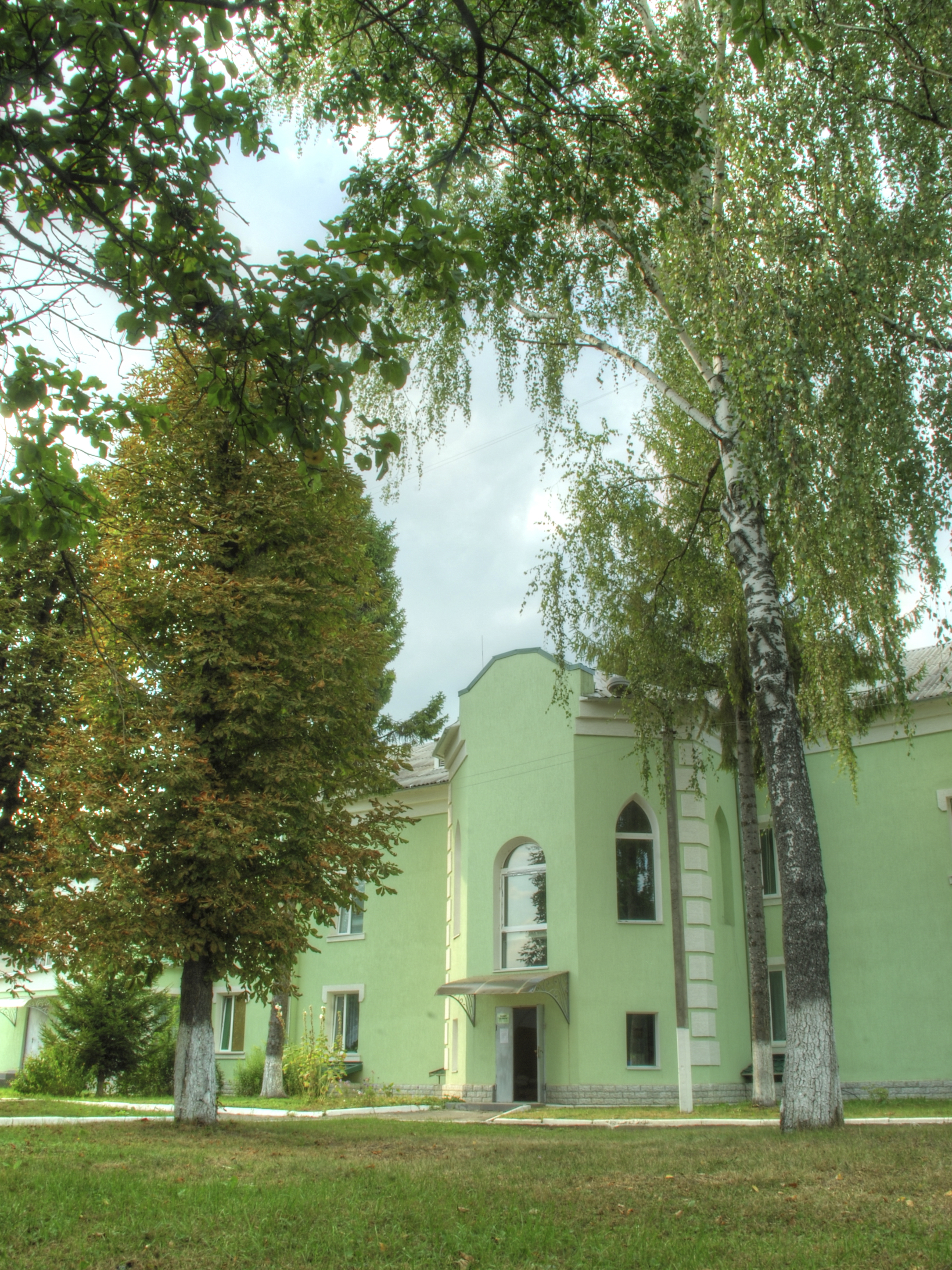
Сучасний вигляд споруди

Згодом (1799 рік) Теппери збанкрутували, а їх володіння змінили кількох господарів. За переказами, в стінах палацу були заховані рештки чудової колекції порцеляни сімейства Мошинських — власників Деражні в 1820—1844 роках. У 1844 році Деражню (а з нею і будівлю особняка) викупив Станіслав Раціборовський.
У 1880 році будівля займала площу в 10 десятин, а весь маєток — 1502 десятини. У 1902 році Віктор Раціборовський провів перебудову особняка, добудувавши два крила. Після революції та перевороту 1917 року маєток було націоналізовано. Більша частина парку стала міським сквером, а будинок переданий у користування районній лікарні, яка розташовується тут і зараз.